# Frank Fredriksson
Frank Erik Fredriksson, född 19 maj 1949 i Eskilstuna, är en svensk pensionerad officer i Flygvapnet.

## Biografi
Fredriksson blev fänrik i Flygvapnet 1970. Han befordrades till löjtnant 1972, till kapten 1975, till major 1983, till överstelöjtnant (mst) 1992 och till överste 1996.
Fredriksson inledde sin militära karriär i Flygvapnet vid Västmanlands flygflottilj (F 1). Åren 1979–1981 var han divisionschef för 13:e jaktflygdivisionen (Adam Gul). Åren 1983–1984 var han divisionschef för 213:e jaktflygdivisionen (Urban Gul) vid Norrbottens flygflottilj (F 21). Åren 1984–1985 var han chef för TU JA 37 (Teknikutprovning) vid Bråvalla flygflottilj (F 13). Åren 1985–1986 återkom han till F 21, då som chef för 212:e jaktflygdivisionen (Urban Blå). Efter två års studier 1986–1988, återkom han igen till F 21, som divisionschef för 213:e jaktflygdivisionen (Urban Gul) 1988–1990. Åren 1990–1992 var han flygchef vid F 21. Åren 1992–1994 var han chef för JAS 39 vid Högkvarteret. Åren 1994–1996 var han chef för Flygsektionen, Programavdelningen vid Flygvapenledningen. Åren 1996–1998 var han flottiljchef för Jämtlands flygflottilj (F 4) och garnisons chef för Östersunds garnison 1997–1998. Åren 1998–2001 var han flottiljchef för Norrbottens flygflottilj (F 21). Åren 2001–2002 var han chef för insatsförbandet SWAFRAP AJS 37. Åren 2002–2005 var han försvarsattaché i London och Dublin. Fredriksson lämnade Försvarsmakten 2005.